# Dmitrij Jaškin
Dmitrij Aleksejevitj Jaškin, född 23 mars 1993, är en ryskfödd tjeckisk professionell ishockeyspelare som spelar för Arizona Coyotes i NHL.
Han har tidigare spelat på NHL-nivå för Washington Capitals och St. Louis Blues och på lägre nivåer förDynamo Moskva i KHL, Chicago Wolves i AHL, Moncton Wildcats i QMJHL och HC Slavia Praha i Extraliga.
Jaškin draftades i andra rundan i 2011 års draft av St. Louis Blues som 41:a spelare totalt.
Den 2 oktober 2018 placerades han på waivers i syfte att flyttas till Blues farmarlag San Antonio Rampage i AHL. Han plockades dock upp av Washington Capitals samma dag.